# José Monteagudo
José B. Monteagudo Fernández (* 15. November 1923 in Santa Clara; † 18. Juli 2009) war ein ranghoher Offizier der Kriegsmarine in Kuba.

## Leben
Er studierte in der Zeit von 1944 bis 1948 an der Marineakademie zu Mariel, Kuba (Academia Naval del Mariel). 1948 bekam er den Dienstgrad Alférez de Fragata (Leutnant zur See) und er wurde später zum Alférez de Navío (Oberleutnant zur See) befördert. Bis 1957 lehrte er als Dozent in der Marineakademie. José Monteagudo war Träger verschiedener Orden, wie der Medaille „50. Jahrestag der Granma“.

## Rolle beim Aufstand 1957
Am 5. September 1957 nahm er am „Aufstand von Cienfuegos“ – siehe (Levantamiento de Cienfuegos) gegen das Batista-Regime mit folgendem Plan teil:
Eine Fregatte und die Küstenwachtschiffe, die im Hafen von Havanna auf Reede lagen, sollten den Regierungssitz (Palacio Presidencial/heute Palacio de la Revolución) unter Beschuss nehmen. Parallel dazu sollte die Marineakademie eingenommen werden und somit hätten die Aufständischen die Kontrolle über den Stützpunkt der Marineflugwaffe errungen. Außerdem sollte das Marinekrankenhaus(Hospital Naval) von den Doktoren Vidal Yebra und Cuervo besetzt werden. In Cienfuegos, Hafenstadt in der südlichen Mitte Kubas, sollten durch einen Aufstand der Bevölkerung das Marinenpolizei- und das Polizeirevier sowie die Kaserne der „Guardia Rural“ (Feldwächter) eingenommen werden. Das Ziel des Aufstandes war Batistas Rücktritt. Monteagudo hatte die Mission, die Marineakademie zu besetzen.
Bereits am Abend des 4. September fuhr er zur Akademie und übernahm am Morgen des 5. September die Stellung des wachhabenden Offiziers. Wegen Diskrepanzen zwischen den Kommunisten (Kommunistische Partei Kubas) und der „Bewegung des 26. Juli“ missglückte der Aufstand in Havanna. In Cienfuegos wurden zwar die Polizeireviere eingenommen, der Aufstand wurde jedoch blutig zerschlagen. José Monteagudo wurde an diesem Tag in Mariel gefangen genommen. Einige Tage später verurteilte ihn ein Militärgericht mit weiteren zehn Marine- und mehreren Luftwaffenoffizieren wegen Hochverrats zu sechs Jahren Gefängnis im „Presidio Modelo“ der Kieferninsel.

## Funktionen und Ränge
Nach dem Triumph der kubanischen Revolution unter Fidel Castro wurde er zum Korvettenkapitän (Comandante, zu jener Zeit ranghöchster Dienstgrad in den neuen kubanischen Streitkräften Fuerzas Armadas Revolucionarias) und Kommandeur des Marinestützpunktes von Casablanca, einem Stadtbezirk im Hafen von Havanna, ernannt. In dieser Position trug er die Verantwortung von Waffenlieferungen, zunächst aus Belgien und der Tschechoslowakei, ab 1962 aus der Sowjetunion, und Ausrüstungen für die Kriegsmarine(Torpedoboote und Schnellboote) bis 1965. Unter anderem verantwortete er das Abladen und den Abtransport der neuen kubanischen Währung im August 1961, für den von Fidel Castro durchdachten Währungstausch, der streng geheim gehalten wurde.
1965 wurde er zum Kommandeur der Konstruktionsdivision der Marine (Ingeniería Naval) befördert. 1968 wurde er mit allen anderen Akademieoffizieren ins Zivilleben geschickt. Die Militärführung unter Raúl Castro besetzte so alle Positionen der Stabsoffiziere in der Marine mit Kämpfern aus der Rebellenarmee der Sierra Maestra unter dem Vorwand, der Aufstand von Cienfuegos sei wegen der Unentschlossenheit der Marine missglückt.